# The High Cost of Living (film 1912 Arnaud)
The High Cost of Living è un cortometraggio muto del 1912 diretto da Étienne Arnaud. In quell'anno, furono girati altri due film dallo stesso titolo.

## Produzione
Il film fu prodotto dalla Eclair American.

## Distribuzione
Distribuito dalla Universal Film Manufacturing Company, il film uscì nelle sale cinematografiche USA il 10 giugno 1912.